# Lüdenscheid
Lüdenscheid (vestfálským dialektem Lünsche) je město v německé spolkové zemi Severní Porýní-Vestfálsko. Je správním centrem zemského okresu Mark ve vládním obvodu Arnsberg. Nachází se v severozápadní části regionu Sauerland. Město bývá podle své polohy někdy označováno jako „Bergstadt“ (doslova horské město) podle své polohy na hoře Homert v nadmořské výšce 539 metrů nad mořem. V roce 2012 zde žilo přes 73 tisíc obyvatel.

## Historie
První známky lidského osídlení na území dnešního Lüdenscheidu sahají do období střední doby kamenné, kdy zde bylo nalezeno přes 2500 artefaktů. Artefakty z období doby bronzové nalezeny nebyly a známky osídlení z doby železné jsou nejisté. Další nálezy poukazují na vznik sídel na území města až v 8.–10. století našeho letopočtu. V tomto období zde sídlil pravděpodobně germánský kmen Sugambrů, i když tato skutečnost nebyla nikdy prokázána. V 9. století zde vznikl první kostel. Poprvé bylo město v dokumentech zmíněno v roce 1067. V roce 1114 zde byla započata stavba středověkého opevnění císařem Jindřichem V. Sálským. Ten měl sloužit jako obrana před kolínským arcibiskupem Fridrichem I. ze Schwarzburgu a před pány z Arnsbergu, ale už v roce 1115 byl dobyt Fridrichem z Arnsbergu. Následně v Lüdenscheidu sídlil jeden z 15 arcijáhenů kolínského arcibiskupství. Městská práva získal Lüdenscheid v roce 1268, ovšem v této době se jednalo o oppidum. V následujícím roce bylo sídlo označováno již jako léno. Po bitvě u Worringenu v roce 1288 již neměl na město vliv Kolín nad Rýnem. V roce 1287 je v dokumentech poprvé zmíněna městská rada a roku 1351 mělo město dva starosty současně. V roce 1491 zde byla postavena kaple jako druhá církevní stavba (v roce 1885 zničena). Od roku 1248 bylo město součástí sdružení Hanzy. V 16. století prošel Lüdenscheid reformací. V letech 1530, 1578, 1589, 1656, 1681 a 1723 zasáhly město rozsáhlé požáry, které jej pokaždé téměř celé zničily. V roce 1609 se stal Lüdenscheid společně s hrabstvím Mark součástí společné vlády Braniborského markrabství a vévodství Falc-Neuburska a následně byl také součástí Pruska. Během sedmitleté války bylo město obsazeno Francouzi. V době vlády Napoleona Bonaparta náleželo město velkovévodství Berg. Po Vídeňském kongresu bylo součástí nové pruské provincie Vestfálska. 18. dubna 1933 byl Adolf Hitler jmenován čestným občanem Lüdenscheidu. Na konci druhé světové války bylo město osvobozeno americkými vojáky a předáno pod správu Britů a následně bylo začleněno do britské okupační zóny Německa. Po roce 1945 došlo k silnému populačnímu růstu obyvatelstva. Od roku 1975 je město sídlem zemského okresu Mark.

## Obyvatelstvo
V období středověku a raného novověku mělo město jen několik stovek obyvatel. Počet obyvatel ovlivňovaly časté války, epidemie a také hladomory. Populační růst zvýšila průmyslová revoluce v 19. století. Na počátku 19. století žilo ve městě asi 1500 obyvatel, ale o století později to bylo již 26 tisíc obyvatel. Do roku 1950 se počet obyvatel zdvojnásobil na hodnotu 52 tisíc. 1. ledna 1969 byla k městu připojena obec Lüdenscheid-Land a počet obyvatel dosáhl 80 tisíc. Od roku 1995 dochází k setrvalému poklesu obyvatelstva. V roce 2012 zde žilo 74 tisíc obyvatel.

## Partnerská města
- Brighouse, Spojené království (od roku 1950, znova od roku 1983)
- Den Helder, Nizozemsko (od roku 1980)
- Lovaň, Belgie (od roku 1987)
- Myślenice, Polsko (od roku 1989)
- Romilly-sur-Seine, Francie (od roku 1991)
- Taganrog, Rusko (od roku 1991)
- Kladsko, Polsko (od roku 1991)

## Galerie

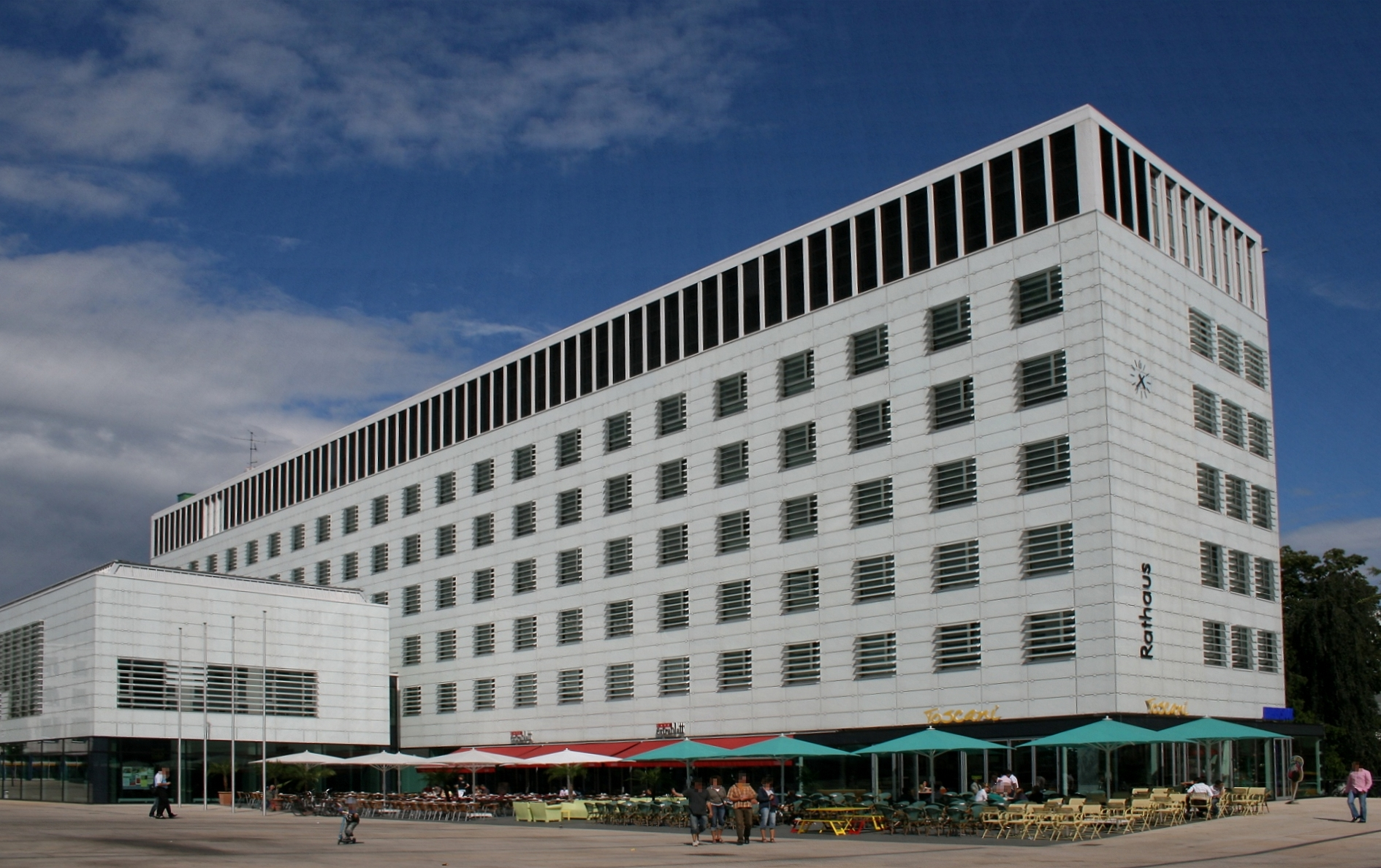
Současná radnice
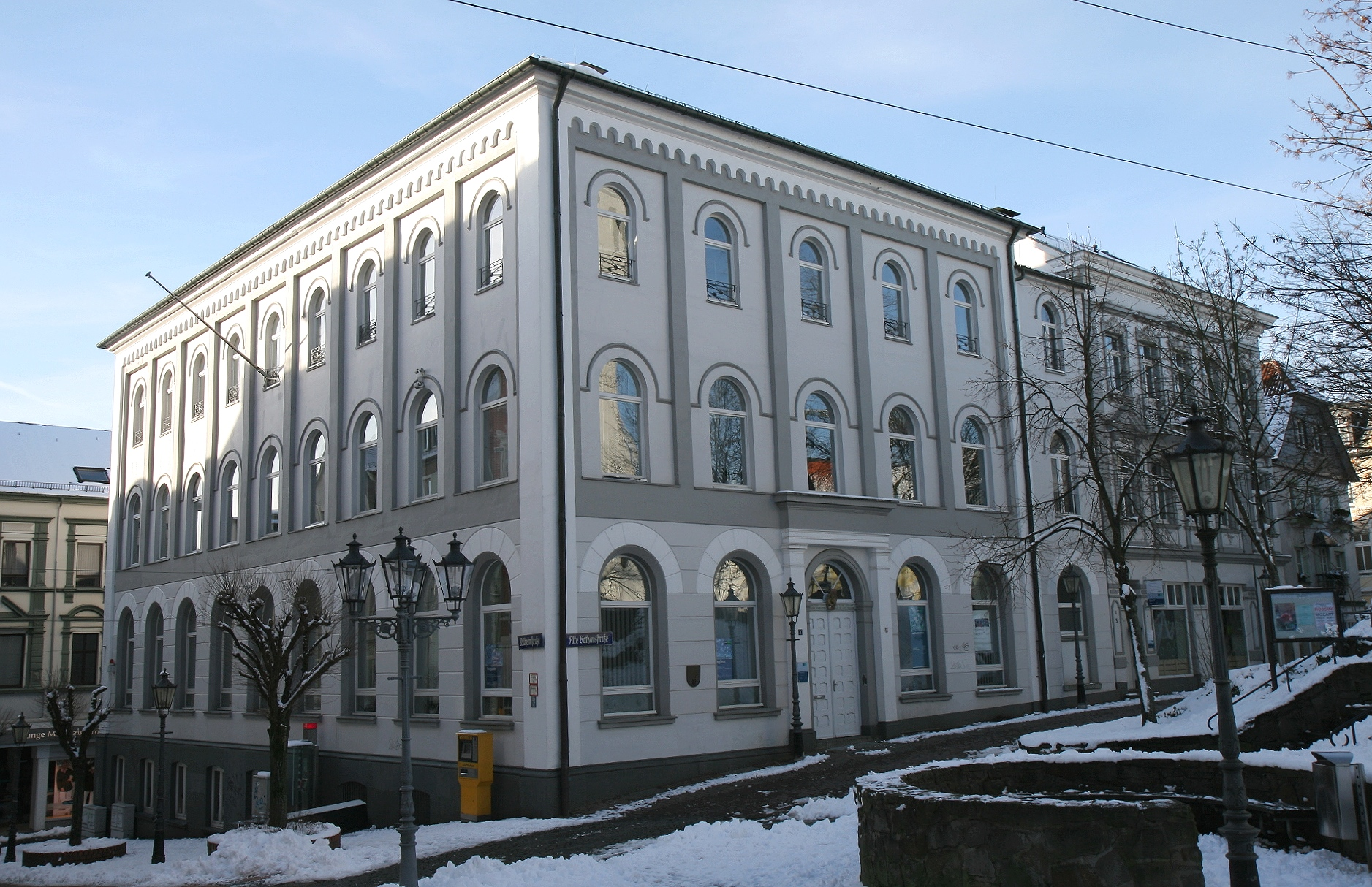
Stará radnice
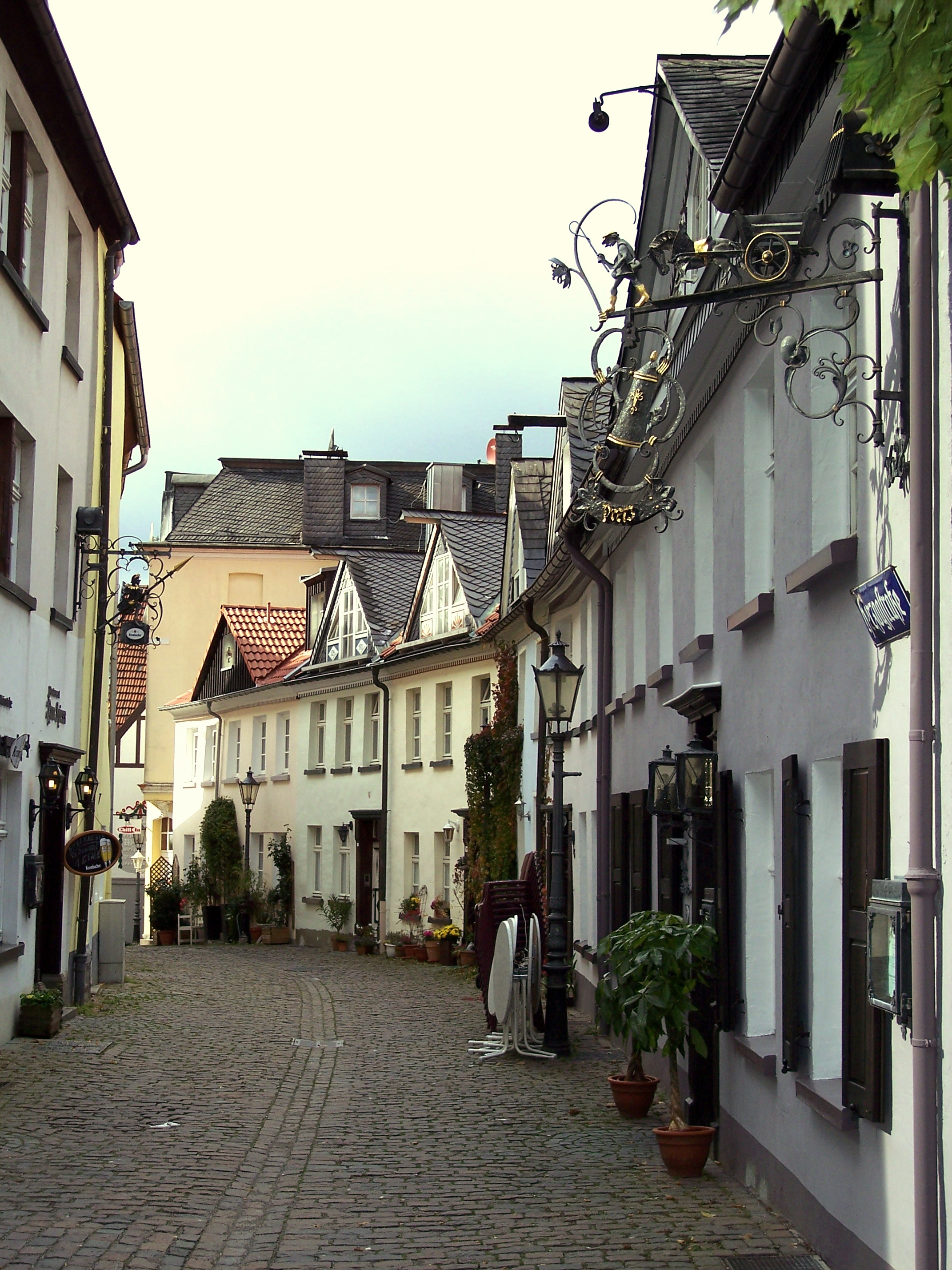
Ulička v historickém centrum města